# Liste von Eisenbahnunfällen als literarisches Thema
Die Liste von Eisenbahnunfällen als literarisches Thema enthält eine chronologische Auflistung von Eisenbahnunfällen, die literarisch bearbeitet wurden oder einen entsprechenden Anstoß gaben.

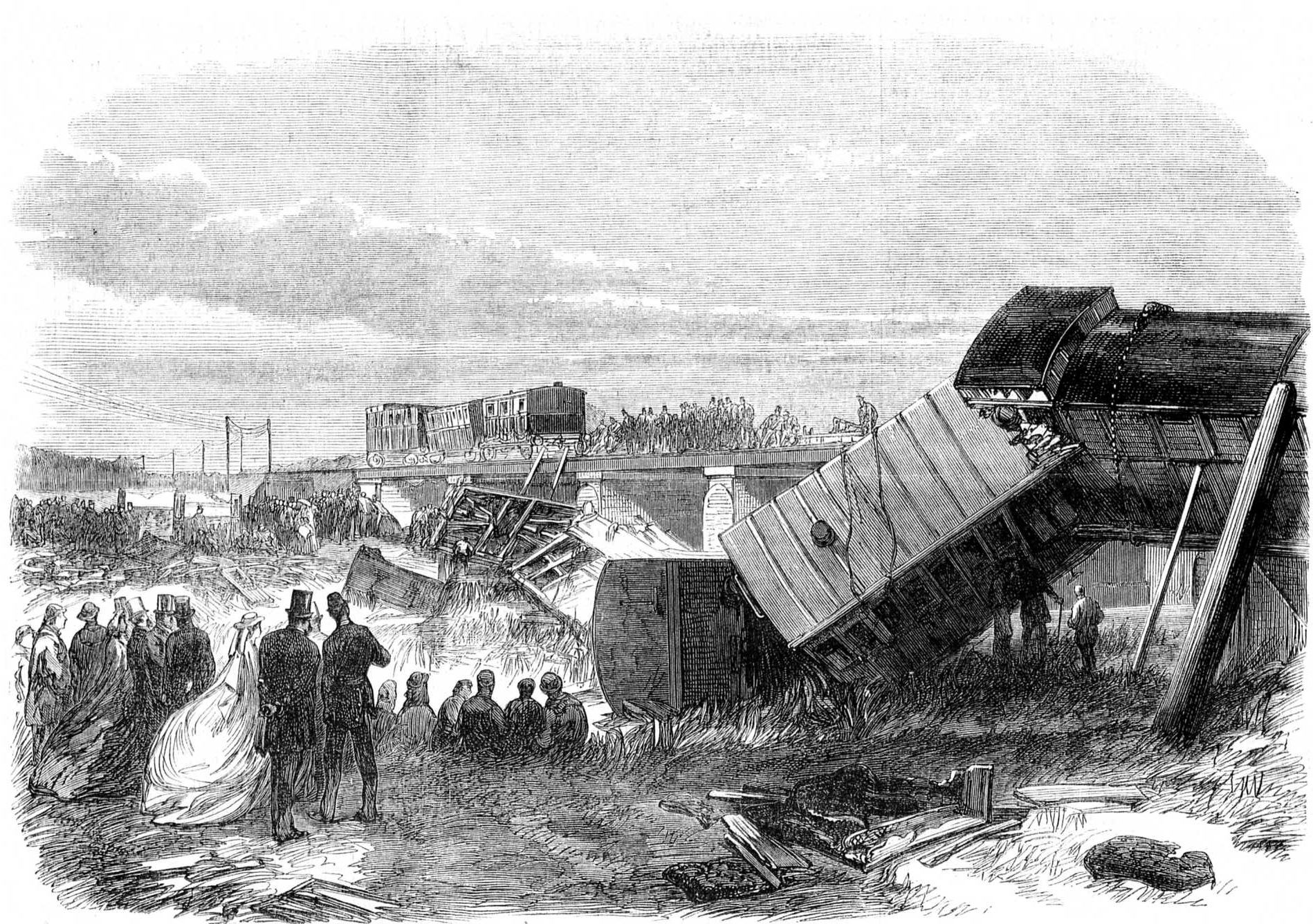
Eisenbahnunfall von Staplehurst (1865), den Charles Dickens miterlebte.

## Reale Unfälle
Der Eisenbahnunfall von Straffan, Irland, am 5. Oktober 1853 wurde von William Allingham in einem Gedicht, The magic car of modern skill, das im Jahr nach dem Unfall in seiner Gedichtsammlung Day and Night Songs veröffentlicht wurde, beschrieben.
Bei dem Eisenbahnunfall im Clayton-Tunnel, England, kollidierte am 25. August 1861 im Clayton Tunnel – 7 km nördlich von Brighton – ein Reisezug mit einem zurücksetzenden Sonderzug. 23 Menschen starben, circa 176 wurden darüber hinaus meist schwer verletzt. Der Tunnel wurde mit einem Blocksignal vor jedem Portal gesichert, das vom Zugpersonal oder einem Wärter bedient wurde. Der Unfall wurde von Charles Dickens in der Kurzgeschichte The Signal-Man bearbeitet, einer Geistergeschichte um einen Eisenbahnunfall.
Bei dem Eisenbahnunfall von Staplehurst, England, entgleiste am 9. Juni 1865 ein aus Folkestone kommender Zug nach London auf der Brücke über den Beult, ein Nebenfluss des Medway, weil wegen Bauarbeiten auf der South Eastern Main Line hier Gleise entfernt worden waren und die Sicherung der Baustelle versagte. Bei dem Unfall starben 10 Reisende, 40 wurden verletzt. Ein Mitreisender im Zug war der Schriftsteller Charles Dickens. Er verfasste in der Folge die Kurzgeschichte The Signal-Man, die inhaltlich allerdings auf den Eisenbahnunfall im Clayton-Tunnel Bezug nimmt. Weiter wurde der Eisenbahnunfall von Staplehurst in der Handlung von Ronald Frederick Delderfields „God is an Englishman“ (Swann Saga) verarbeitet und der Unfall ist Ausgangspunkt des Romans Drood aus dem Jahr 2009 von Dan Simmons.
Der Eisenbahnunfall auf der Firth-of-Tay-Brücke am 28. Dezember 1879 ging mit dem Einsturz der drei Kilometer langen Firth-of-Tay-Brücke bei einem Orkan einher, als sie gerade von einem Zug befahren wurde. Dessen 72 Reisende und Eisenbahnbedienstete kamen ums Leben. Theodor Fontane thematisierte das Ereignis in seiner Ballade Die Brück’ am Tay, William McGonagall verfasste ebenfalls 1880 ein Gedicht The Tay Bridge Disaster, und Max Eyth verarbeitete den Unfall in seiner 1899 erschienenen Erzählung Die Brücke über die Ennobucht.
Der Eisenbahnunfall vom Honey Creek am 6. Juli 1881 wurde durch die damals 17-jährige Kate Shelley (1865–1912) weitestgehend verhindert: Nachdem die Überfahrt einer Lokomotive die Brücke über den Des Moines River hatte einstürzen lassen – zwei Tote waren die Folge – warnte sie unter dramatischen Umständen und dem Einsatz ihres Lebens einen mit 200 Reisenden besetzten Schnellzug rechtzeitig, der auf die zerstörte Brücke zu fuhr. Mit dieser Tat gingen Kate Shelley und die (verhinderte) Eisenbahnkatastrophe in die US-amerikanische Folklore ein.
Der Eisenbahnunfall von Münchenstein ereignete sich am 14. Juni 1891, als ein vollbesetzter Zug der Jura-Simplon Bahn die von Staringenieur Gustave Eiffel konstruierte Eisenbahnbrücke über die Birs bei Münchenstein kollabierte und zum bisher schwersten Eisenbahnunglück der Schweiz führte. Das tragische Ereignis, das 73 Todesopfer und 171 Verletzte forderte, ist Thema in Stefan Haennis zeitgeschichtlichem Kriminalroman: Eiffel Schuld - Das grösste Eisenbahnunglück der Schweiz. Er schildert darin die tragischen Ereignisse in Münchenstein, und erzählt die Geschichte einer Überlebenden, die durch das Unglück auf die Spur eines Verbrechens stößt.
Der Eisenbahnunfall des Old 97 in Danville ereignete sich am 27. September 1903, als der Zug 97 der Southern Railway, genannt „Old 97“, aufgrund überhöhter Geschwindigkeit bei der Auffahrt auf eine Brücke entgleiste. Nach unterschiedlichen Angaben starben neun oder elf Menschen, darunter das Lokpersonal und Postangestellte in einem Postwagen hinter der Lok. Der Unfall inspirierte zum Countrylied „Wreck of the Old 97“.
Der Eisenbahnunfall von Regenstauf war ein verhältnismäßig leichter Auffahrunfall des Nachtzugs München–Berlin (D 21) am 1. Mai 1906 bei Regenstauf: Durch eine falsch gestellte Weiche fuhr er auf einen Güterzug auf, den er eigentlich überholen sollte. Prominenter Fahrgast des Zuges war Thomas Mann, der das Geschehen in der Erzählung Das Eisenbahnunglück – veröffentlicht 1909 – verarbeitete.
Der Eisenbahnunfall im Kaiser-Wilhelm-Tunnel am 22. November 1948 wurde durch eine Kohlenstaubexplosion ausgelöst, die den Führerstand einer Dampflokomotive in Brand setzte. Der Unfall wurde durch die überlegte Handlungsweise des Lokomotivführers, August Vochtel, sehr bekannt, der eine Katastrophe abwendete. Sowohl der französische Militärgouverneur Marie-Pierre Kœnig als auch Bundespräsident Theodor Heuss zeichneten ihn für die Heldentat aus. Sie wurde mehrfach in Kurzgeschichten und Schulbüchern verarbeitet.
Der Eisenbahnunfall von Abenheim ist das zentrale Ereignis einer Graphic Novel, die von Nina Beier im Rahmen einer Bachelor-Arbeit entwickelt wurde und in ihrer Masterarbeit detailliert ausgestaltet werden soll.
Rudolf Hagelstange berichtet in der Kurzgeschichte Das Eisenbahnunglück von den indirekten Folgen eines Eisenbahnunfalls, der daraus entstandenen Verspätung, ihren Folgen, darunter seiner Begegnung mit Max Bense.

## Fiktive Unfälle
1877

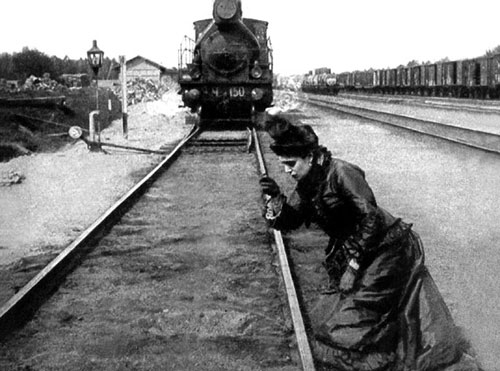
Der Suizid der Anna Karenina, dargestellt in dem gleichnamigen Film von 1914

Leo Tolstoi lässt in seinem Roman Anna Karenina (1877) die Titelheldin in einem Suizid vor einem Zug enden.
1888
In der Erzählung Bahnwärter Thiel von Gerhart Hauptmann wird Tobias, der aus der ersten Ehe stammende Sohn des Bahnwärters, von einem Zug überfahren und getötet, nachdem Lene, welche Thiel nach dem Tod seiner ersten Frau geheiratet hat, den ungeliebten Stiefsohn nicht ausreichend beaufsichtigt hat. Thiel wird daraufhin wahnsinnig und tötet Lene sowie das gemeinsame zweite Kind.
1890
Emile Zola schildert in seinem 1890 erschienenen Roman Die Bestie im Menschen (franz. La Bête Humaine; auch unter dem Titel Das Tier im Menschen) einen aus Eifersucht vorsätzlich herbeigeführten Eisenbahnunfall. Dabei fährt ein Zug mit hoher Geschwindigkeit in eine quer über einem Bahnübergang abgestellte Kutsche. Der Unfall fordert zahlreiche Tote und Verletzte.
1907
In der Anekdote Im letzten D-Zug-Wagen von Wilhelm Schäfer ist ein doppelter Eisenbahnunfall der Handlungsrahmen: Der Durchgangszug (D-Zug) überfährt zunächst ein Pferd und kommt zum Stehen. Während die Reisenden über den glimpflichen Ausgang des Vorfalls erleichtert sind, fährt ein zweiter Zug auf den stehenden Zug auf und zertrümmert dessen letzten Wagen.
1916
Paul Ernst stellt in seiner Novelle Die Frau des Bahnwärters einen Weichenwärter vor die Entscheidung, einen herannahenden Zug entweder entgleisen zu lassen oder aber zuzulassen, dass der Zug das Kind überfährt. Er entscheidet sich für seine Beamtenpflicht und sein Kind stirbt. Das lässt seine Ehe scheitern.
1922
Paul Ernst erzählt von den übersinnlichen Erlebnissen einer Ehefrau, die ihren Mann bei einem Eisenbahnunfall verliert.
1933
Joseph Roth berichtet in Stationschef Fallmerayer im Rahmen einer teilweise im Eisenbahnmilieu spielenden Liebesgeschichte über einen Eisenbahnunfall.
1936
In Ödön von Horváths Schauspiel Der jüngste Tag lässt sich ein Stationsvorsteher von einem Mädchen ablenken, wodurch ein Signal zu spät gestellt wird und zwei Züge kollidieren. Das Resultat sind siebzehn Tote. Auf Horváths Schauspiel basiert die Oper Der jüngste Tag von Giselher Klebe (Uraufführung Mannheim 1980).
1952
Friedrich Dürrenmatt nimmt in seiner Kurzgeschichte Der Tunnel einen (surrealistischen) Eisenbahnunfall als Metapher, um die Ausweglosigkeit einer Situation darzustellen, in der unabwendbar die Katastrophe auf die Reisenden zukommt, die das aber überwiegend nicht wahrnehmen wollen.
1963
In Alexander Issajewitsch Solschenizyns metaphernreicher Erzählung Matrjonas Hof findet das Leben der mütterlichen Bäuerin Matrjona bei der Überquerung eines unbeschrankten Bahnübergangs unter den Rädern eines heranrasenden Zuges ein jähes tragisches Ende.
vor 1980
Inge von Wangenheim lässt in ihrem Roman Die Entgleisung in einem kleinen thüringischen Städtchen den letzten Wagen eines Güterzugs entgleisen, der dabei beschädigt wird und seine Ladung verliert. Diese Ladung sind in der DDR gedruckte Pornos, für den Export nach Schweden bestimmt, die sich nun unter der Hand und im Städtchen verteilen, was zu einigem Aufsehen führt.
2008 (1854)
In Murder on the Brighton Express von Keith Miles, ein Werk, das er unter dem Pseudonym Edward Marston schrieb, sind ein Anschlag auf den Brighton Express und die folgenden Ermittlungen Ausgangspunkt eines historischen Kriminalromans, der im Jahr 1854 spielt.
2017 (1889)
In dem Kinderbuch Mit dem Orient-Express nach Paris wird eine Fahrt des Zuges von Konstantinopel nach Paris 1889 beschrieben und ein Kriminalfall gelöst. Im Bahnhof Simbach (Inn) kommt es zu einem Kesselzerknall der Lokomotive des Zuges, die eine Verspätung verursacht und den Hauptakteuren zusätzliche Zeit gibt, den Kriminalfall zu lösen.